# Schistocerca
A Schistocerca a rovarok (Insecta) osztályának egyenesszárnyúak (Orthoptera) rendjébe, ezen belül a sáskafélék (Acrididae) családjába tartozó nem.

## Rendszerezés
A nembe az alábbi 35 faj tartozik:
- Schistocerca albolineata
- Schistocerca alutacea
- Schistocerca americana
- Schistocerca andeana
- Schistocerca beckeri
- Schistocerca bivittata
- Schistocerca braziliensis
- Schistocerca brevis
- Schistocerca camerata
- Schistocerca cancellata
- Schistocerca carneipes
- Schistocerca centralis
- Schistocerca ceratiola
- Schistocerca damnifica
- Schistocerca diversipes
- Schistocerca flavofasciata
- Schistocerca gorgona
- sivatagi vándorsáska (Schistocerca gregaria)
- Schistocerca impleta
- Schistocerca interrita
- Schistocerca lineata
- Schistocerca literosa
- Schistocerca magnifica
- Schistocerca matogrosso
- Schistocerca melanocera
- Schistocerca nitens
- Schistocerca obscura
- Schistocerca orinoco
- Schistocerca pallens
- Schistocerca piceifrons
- Schistocerca quisqueya
- Schistocerca rubiginosa
- Schistocerca serialis
- Schistocerca shoshone
- Schistocerca subspurcata